# Henry Carton de Wiart

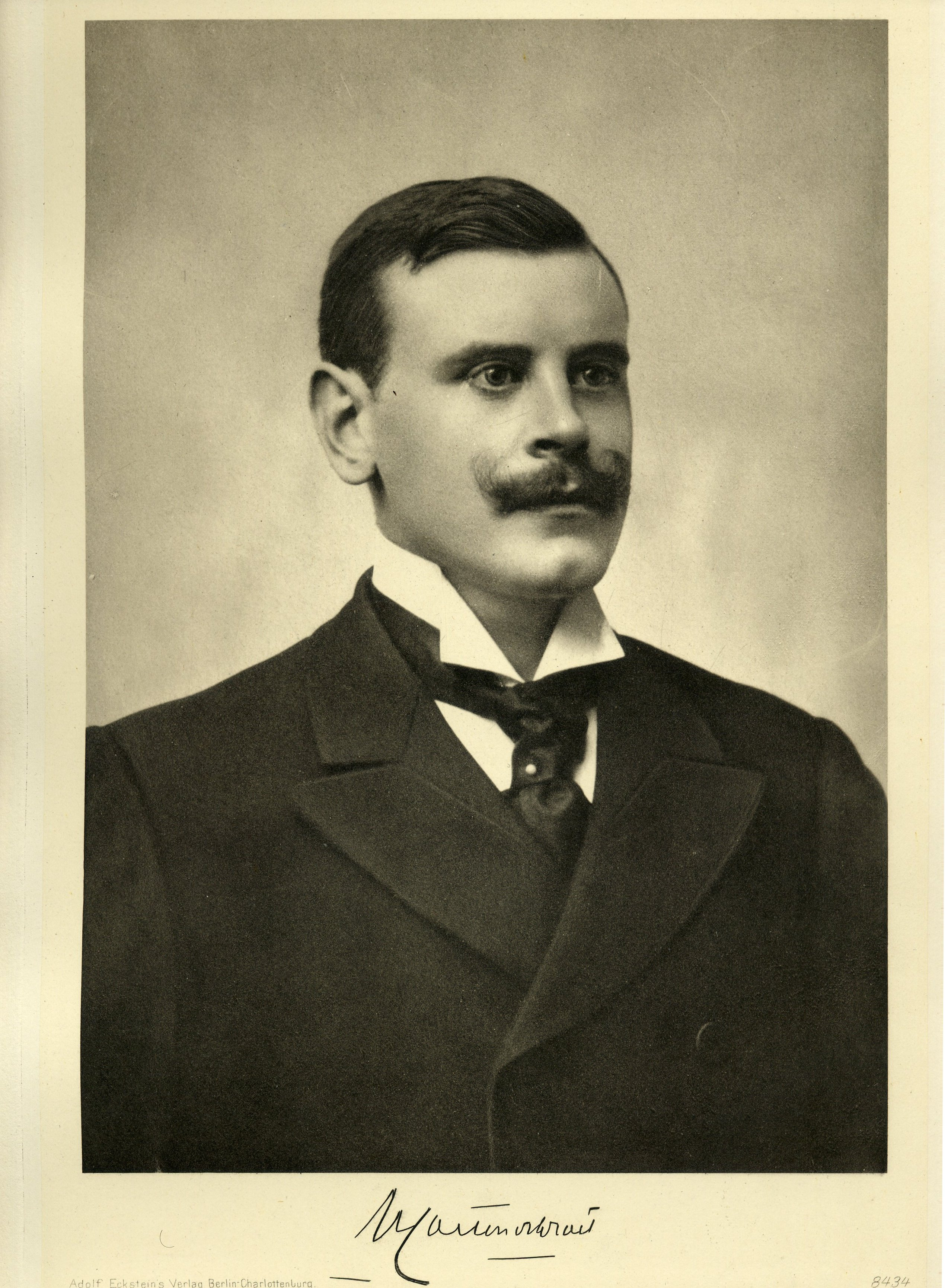
Henry Carton de Wiart (Foto um 1900)

Henry Victor Marie Ghislain Carton, Comte de Wiart (auch Henri; * 31. Januar 1869 in Brüssel; † 6. Mai 1951 in Uccle) war ein belgischer katholischer Politiker und Premierminister.

## Studium und berufliche Tätigkeiten
Nach dem Studium der Rechtswissenschaften in Brüssel, Bonn und Paris und der Promotion zum Doctor iuris war er als Rechtsanwalt tätig. Diese Tätigkeit behielt er auch während seiner nachfolgenden langjährigen politischen Laufbahn bei.

## Politische Laufbahn

### Abgeordneter
Carton de Wiart wurde 1896 erstmals als Mitglied der Belgischen Abgeordnetenkammer gewählt. Dort vertrat er bis zu seinem Tod 1951 die Interessen der Katholieke Partij und ab 1945 der Christelijke Partij des Arrondissement Brüssel. Mit einer 55 Jahre andauernden Zugehörigkeit zur Abgeordnetenkammer war er damit einer der dienstältesten belgischen Parlamentarier. Zusammen mit Jules Renkin und einigen anderen Politikern war er einer der Mitbegründer der belgischen Christdemokratie.

### Minister und Premierminister 1920 bis 1921
Vom 17. Juni 1911 bis zum 31. Mai 1918 war er Justizminister im Kabinett von Charles de Broqueville. Als solcher brachte er 1912 ein Gesetz zum Kinderschutz ein.
Nach dem Ersten Weltkrieg war er vom 20. November 1920 bis zum 16. Dezember 1921 als Nachfolger von Léon Delacroix Premierminister. Seine Regierung der „Nationalen Einheit“, in der er selbst auch das Innenministerium übernahm, setzte sich aus Ministern der Katholieke Partij sowie der Sozialisten und Liberalen zusammen. Während der Regierungszeit wurde die Zweite Verfassungsänderung beschlossen, die erstmals eine konstitutionelle Garantie der Zweisprachigkeit beinhaltete.
In den Kabinetten von Georges Theunis, Aloys van de Vijvere und Prosper Poullet war er von 1924 bis 1926 Minister für die Kolonien. Unter Premierminister de Broqueville amtierte er vom 22. Oktober 1932 bis zum 20. November 1934 als Minister für Arbeit, Soziale Vorsorge und Hygiene.
Nach dem Einmarsch der Wehrmacht in Belgien während des Zweiten Weltkrieges 1940 wurde ihm der königliche Ehrentitel eines Staatsministers verliehen. Als solcher nahm er an zahlreichen Kabinettssitzungen der Exilregierung in Frankreich teil.
Nach dem Zweiten Weltkrieg war er vom 11. August 1949 bis zum 8. Juni 1950 Minister ohne Portefeuille mit besonderer Verantwortung für Wirtschaftskoordination und nationalen Wiederaufbau im ersten Kabinett von Gaston Eyskens. Im Übergangskabinett von dessen Nachfolger Jean Duvieusart war er schließlich im Alter von 81 Jahren vom 8. Juni 1950 bis zum 15. August 1950 noch Justizminister. In dieser Funktion versuchte er vergeblich, dem sich noch im Exil befindlichen König Leopold III. wieder zur Thronübernahme zu verhelfen.

### Weitere Ämter und Ehrungen
1922 adelte ihn König Albert I. zum Grafen (Comte). Später wurde er zum Präsidenten des Obersten Gerichtes des Belgisch-Luxemburgischen Wirtschaftsrates ernannt. Zudem war er von 1928 bis 1935 Mitglied der Delegation beim Völkerbund. Von 1934 bis 1947 war Präsident der Interparlamentarischen Union. Seit 1919 war er Mitglied der Académie royale des Sciences, des Lettres et des Beaux-Arts de Belgique (Classe des Lettres et des Sciences morales et politiques).

## Veröffentlichungen
Neben seiner politischen Tätigkeit verfasste Carton de Wiart als Mitglied der Jeune Belgique, einer nationalistischen literarischen Bewegung, darüber hinaus historische Romane und Reiseberichte.
Für seine Verdienste um die wurde er 1920 zum Mitglied der neu gegründeten Königlichen Akademie der französischen Sprache und Literatur ernannt und war dort bis zu seinem Tode Inhaber des ersten Stuhles. Weitere Veröffentlichungen:
- Carton de Wiart, Henri: "Souvenirs littéraires", 1938.
- Carton de Wiart, Henri: "Notice sur Auguste Beernaert", in: Annuaire de l'Académie Royale de Belgique, 105 (1939) 293–364.
- Carton de Wiart, Henri: "Beernaert et son temps", Bruxelles, La Renaissance du Livre, 1945.

## Biographische Quellen
- Biographie auf der Homepage des Premierministers von Belgien
- Biographie in ars-moriendi.be
- Biographie in rulers.org

## Hintergrundliteratur
- Literatur von und über Henry Carton de Wiart im Katalog der Deutschen Nationalbibliothek
- “Gasology”, Artikel im TIME-Magazine vom 18. Mai 1925